# Umweltmigration
Umweltmigration ist eine Ortsveränderung von Personen oder Gruppen, die in entscheidendem Maße durch Umweltveränderungen motiviert ist. Umweltmigranten sind Personen oder Gruppen, die vorwiegend aufgrund plötzlicher oder fortschreitender, ihr Leben oder ihre Lebensbedingungen gefährdender Veränderungen der Umwelt gezwungen oder veranlasst sind, ihren gewohnten Wohnort zu verlassen, sich dazu entscheiden, anderswo nach einer besseren Zukunft zu suchen. Hierzu gehören auch Umweltflüchtlinge, die aufgrund plötzlicher Umweltveränderungen, z. B. Naturkatastrophen, gezwungen sind, ihre Heimat zu verlassen.
Oft sind es die Umweltveränderungen nicht allein, sondern im Verbund mit politischen, wirtschaftlichen und sozialen Bedingungen, die Menschen veranlassen, am anderen Ort eine nachhaltige Existenzgrundlage aufzubauen. Die Migration kann vorübergehend oder dauerhaft sein, im eigenen Land stattfinden oder ins Ausland führen. Aufgrund der methodisch vielfältigen Sachlage reicht die Spannbreite der wissenschaftlichen Schätzungen für globale umweltbedingte Migration bis zum Jahr 2050 von 25 Millionen bis zu 1 Milliarde betroffener Personen. Rund 80 % der weltweiten Migration verläuft nicht grenzüberschreitend, sondern innerhalb von Ländern (Binnenmigration). Von 2008 bis 2016 mussten durchschnittlich etwa 22,3 Millionen Menschen pro Jahr wegen plötzlich einsetzender Extremereignisse, wie beispielsweise Überflutungen, Stürme, Busch- und Waldbrände, als Binnenvertriebene ihren angestammten Wohnort temporär oder dauerhaft verlassen. Berichte des Internal Displacement Monitoring Center (IDMC) über die Interne Vertreibung zeigen, dass die Anzahl der Menschen (vor allem in Asien), die 2019 bzw. 2020 ihre Heimat wegen extremen Wetterereignissen verlassen mussten, um zu überleben, von 23,9 auf 30 Millionen angestiegen ist, davon 13 bzw. 14,6 Millionen wegen Stürmen (davon 11,9 bzw. 13,6 Millionen wegen Hurrikans, Taifunen und Zyklonen), 10 bzw. 14 Millionen wegen Hochwasser und 0,5 bzw. 1,2 Millionen wegen Wald- und Buschbränden. Eine Analyse des Institute for Economics and Peace aus dem Jahre 2020 führte zur Prognose, dass bis 2050 über eine Milliarde Menschen in 31 Ländern leben, in denen die Widerstandsfähigkeit des Landes den Auswirkungen ökologischer Ereignisse wahrscheinlich nicht ausreichend standhält und zur massenhaften Migration der Bevölkerung führt.

## Ursachen der Umweltmigration
Umweltveränderungen können langsam oder plötzlich auftreten. In beiden Fällen können durch diese Veränderungen Menschen ihre Existenzgrundlage (Wohnung, Nahrung, Arbeit, …) verlieren. Oft führen die Umweltfaktoren nicht allein zur Entscheidung über Migration oder Flucht, sondern sie wirken im Verbund mit politischen, wirtschaftlichen (Arbeitsmigration), demografischen und sozialen Faktoren. Die Entscheidung, zu gehen oder zu fliehen ist auch durch die persönliche oder familiäre Haushaltslage und das Persönlichkeitsprofil geprägt. Sowohl die Entscheidung, zu fliehen (z. B. als Reaktion auf Katastrophen) als auch zu bleiben (aufgrund von Armut oder Krankheit) kann erzwungen sein. Im letztgenannten Fall der erzwungenen Immobilität spricht man auch von „eingeschlossenen Bevölkerungen“ (trapped populations) Diesen durch Umweltveränderung besonders gefährdeten Menschen ist erhöhte Aufmerksamkeit zu widmen.

### Langsame Umweltveränderungen: Klimawandel
Der Klimawandel bewirkt langsame Veränderungen, die erst im Vergleich mehrerer Jahrzehnte messbar sind und deshalb oft von Menschen nicht unmittelbar als klimabedingt wahrgenommen werden:
- Meeresspiegelanstieg seit 1850, Küstenerosion
- Bodenversalzung, Wasserknappheit, Bodendegradation, Wüstenbildung
- Abschmelzen des Permafrosts und der Gletscher

Diese langsamen Prozesse führen zu Ausfällen in der Landwirtschaft und damit in der Nahrungsproduktion – eine Ursache von Hunger.
Als Folge des Klimawandels kann auch das Risiko von Hitzetod in vielen Regionen der Erde steigen. Er kann durch hohe Lufttemperaturen, besonders bei hoher Luftfeuchtigkeit, ausgelöst werden, sodass die Kapazität der Thermoregulation des menschlichen Körpers überstiegen wird. Gegenwärtig sind rund 30 % der Weltbevölkerung Klimabedingungen ausgesetzt, bei denen die Mortalitätsrate durch Hitze an mindestens 20 Tagen im Jahr erhöht ist. Im Jahr 2100 wird dieser Anteil auf rund 48 % geschätzt, falls eine drastische Senkung der Treibhausgasemissionen gelingt, anderenfalls werden etwa 74 % der Weltbevölkerung betroffen sein. In Äquatornähe werden dann diese Hitzezustände fast das ganze Jahr über anhalten und damit diese Regionen praktisch (d. h. ohne aufwändige Kältetechnik) unbewohnbar sein. Menschen, die diesen Aufwand nicht zu finanzieren in der Lage sind, werden auswandern müssen. Nach Schätzungen der IOM aus dem Jahr 2017 werden beim Anstieg der Globalen Erwärmung um 1,5 °C am Ende des 21. Jahrhunderts 30 Millionen bis 60 Millionen Menschen in Gebieten leben, in denen die durchschnittliche Temperatur im heißesten Monat zu hoch sein wird für eine funktionierende Thermoregulation des menschlichen Körpers. Bei einem Anstieg um 2 °C Anstieg werden es 100 Millionen Menschen sein. Davon werden besonders Menschen in den Tropen mit niedrigem und mittlerem Einkommen betroffen sein.
Neben dem Klimawandel gibt es auch andere Ursachen für langsame Umweltveränderungen und somit Umweltmigration, z. B. tektonische Hebungen und Senkungen. Die Häufigkeit für Umweltmigration durch diese Ursachen ist im Vergleich zur Verursachung durch Klimawandel jedoch viel geringer.

### Plötzliche Umweltereignisse
Plötzliche Klima- und Umweltereignisse (Katastrophen) sind von Menschen unmittelbar erfahrbar. Deshalb wird ihnen in Medien oft eine größere Aufmerksamkeit gewidmet:
- Unwetter, El-Niño-Auswirkungen, Wirbelstürme
- Flutwellen, Überschwemmungen, Gletscherseebruch
- Dürre, Waldbrand, Flächenbrand
- Erdbeben, Vulkanausbruch, Tsunami

Diese plötzlich auftretenden Prozesse führen zur Zerstörung von Häusern, Ernten und Infrastruktur.

### Analyse des Einflusses von Klimawandel auf Migration
Nur in Extremfällen ist die klimabedingte Migration monokausal. So ist in flachen Inselstaaten durch klimabedingten Meeresspiegelanstieg bei Verbleib der Inselbevölkerung im eigenen Land sogar die physische Existenz gefährdet. Meistens ist jedoch die Entscheidung zum Verlassen des angestammten Lebensmittelspunkts multikausal und der Zusammenhang von Klimaveränderung und Migration komplex. Die empirische Forschung der Risikoanalyse des Klimawandels über Sektoren und internationale Grenzen hinweg bedient sich mathematischer Modelle und steht noch am Anfang. Erste empirische Befunde gibt es zur Kausalkette vom Klimawandel über Dürre und Hitzewellen gefolgt von einer Verstärkung ethnischer, politischer und militärischer Konflikte bis hin zu Flucht und Vertreibung. Dieser Zusammenhang wurde insbesondere für den Bürgerkrieg in Syrien seit 2011 nachgewiesen. Mittels Koinzidenzanalyse konnte auf der Datengrundlage von 50 Ländern mit der stärksten Ungleichverteilung von Einkommen und Vermögen (Gini-Koeffizient) und von 50 Ländern mit der stärksten ethnischen Fraktionierung über die Jahre 1980 bis 2010 ein signifikanter Zusammenhang mit militärischen Konflikten nachgewiesen werden.

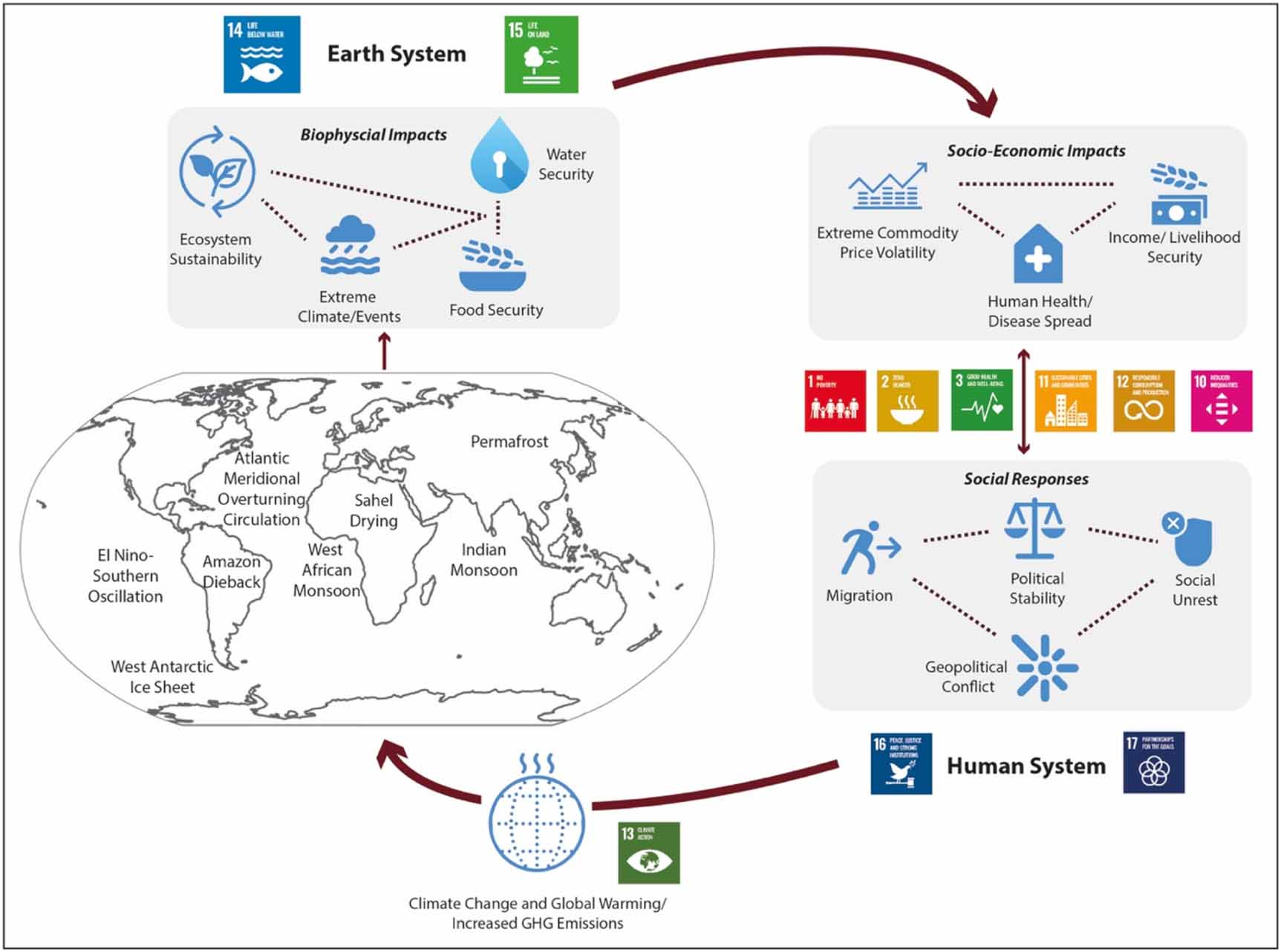
Mögliche Wechselwirkungen zwischen dem Erdklimasystem und dem menschlichen System im stark vereinfachten Schema. In der Weltkarte sind die wichtigsten großflächigen Kippelemente im Erdklimasystem angedeutet. Sie können wirtschaftliche und soziale Reaktionen hervorrufen und möglicherweise auch soziale Kipppunkte anstoßen, die zu Migration führen können. Die Reaktionen des menschlichen Systems können ihrerseits dann die globale Erwärmung erhöhen oder abschwächen und somit möglicherweise auch zu positiven Rückkopplungen im Sinne der Ziele für nachhaltige Entwicklung (Sustainable Development Goals, SDGs) führen.

 In einem Bericht der OECD aus dem Jahr 2022 werden Belege dafür untersucht, dass die globale Erwärmung um mehr als 1,5 °C zu irreversiblen und schwerwiegenden Veränderungen im Klimasystem führen würde, die ihrerseits auf sozioökonomische Systeme übergreifen mit schwerwiegenden Auswirkungen auf menschliche und natürliche Systeme und so die Menschen vor große Herausforderungen bei der Anpassung stellt, unter anderem zu Migration führt. Es wird die Bedeutung der Modellierung zum besseren Verständnisses möglicher Wechselwirkungen zwischen dem Erdklimasystem und dem menschlichen System betont (Grafik).
Unter dem Begriff „Loss and Damage“ werden klimabedingte Verluste und Schäden abgeschätzt, um daraus im Rahmen internationaler Klimaverhandlungen und nationaler sowie internationaler Klimaschutzpolitik Maßnahmen (Klimaschutz, Anpassung an die globale Erwärmung – einschließlich der Unterstützung bei saisonaler oder vorübergehender Migration oder – als letzte Option – bei geplanter Umsiedlung, Klimafinanzierung einschließlich einer Klimaversicherung) nach dem Verursacherprinzip abzuleiten.
Eine Metastudie, in der 30 Studien zum Thema analysiert wurden, offenbart einige wichtige Muster der umweltbedingten Migration: Die Umweltmigration ist in landwirtschaftlich geprägten Ländern mit mittlerem Einkommen am stärksten ausgeprägt; sie ist geringfügig schwächer in Ländern mit niedrigem Einkommen, in denen die Bevölkerung häufig nicht über die für die Abwanderung erforderlichen Mittel verfügt. Künftig besonders anfällig für Migrationsbewegungen sind Bevölkerungen in Lateinamerika und der Karibik, in mehreren Ländern Afrikas südlich der Sahara, insbesondere in der Sahelzone und in Ostafrika, sowie in West-, Süd- und Südostasien.
Ein internationales Forschungsteam unter der Leitung der Professur für Wetter- und Klimarisiken der ETH Zürich berechnete das Risiko für überflutungsbedingte Vertreibungen pro Grad globaler Erwärmung. Danach ist das Risiko im weltweiten Durchschnitt bis Ende des Jahrhunderts gegenüber dem Jahr 2010 um über 50 % erhöht für den Fall, dass die Bevölkerungszahl auf dem heutigen Stand stabilisiert werden könnte. Bleibt dagegen die Bevölkerung auf dem heutigen Wachstumskurs, steigt dieser Wert um bis zu 110 % unter der Voraussetzung, dass die Welt das Pariser Klimaziel einer globalen Erwärmung von höchstens zwei Grad Celsius einhalten kann. Wenn sich der Klimawandel weniger stark bremsen lässt und die Schere zwischen Reich und Arm weiter auseinandergeht, wurde ein Anstieg des Vertreibungsrisikos durch Überschwemmungen um bis zu 350 % berechnet.
Andererseits stellt eine Studie aus dem Jahr 2023 fest, dass der Klimawandel im globalen Süden Menschen in extreme Armut bringt, so dass ihnen dadurch die Migration erschwert wird, sie einfach zu arm für eine Klimaanpassung durch Auswanderung sind.
Im Jahr 2022 kam eine Gruppe von Forschern, darunter Hans Joachim Schellnhuber und Johan Rockström, zum Schluss, dass sich die Forschung auf Szenarien fokussiere, bei denen die Folgen des Klimawandels moderat seien, und dabei schlimmstmögliche Szenarien (Worst-Case-Szenarien) außer Acht lasse. Die Autoren der Studie warnten vor einer „Risikokaskade“, bei der einzelne Folgen des Klimawandels weitere Probleme auslösen würden – etwa, indem Hitze und unbewohnbare Gegenden zu Migration, sozialen Unruhen und internationalen Konflikten führten. In die Risikobewertung müssten daher komplexere Zusammenhänge eingehen, als dies gegenwärtig der Fall sei.
Mit einer interaktiven Visualisierung wird basierend auf Klimamodellen gezeigt, welche Regionen auf dem Globus – aufgelöst in Sechsecke von je 12.000 Quadratkilometern – im Jahr 2100 voraussichtlich durch Hitze, Wasserknappheit, Überschwemmungen oder tropische Wirbelstürme unbewohnbar sein werden und wie viele Menschen aktuell dort leben.
In einer Studie aus dem Jahr 2023 wurde prognostiziert, dass zum Ende des 21. Jahrhunderts etwa ein Drittel der Menschheit (22 % bis 39 %) nicht mehr in Klimanischen mit angenehmen Lebensbedingungen wohnen werden, falls es nicht gelingt, den gegenwärtigen Pfad zur globalen Erwärmung um 2,7 Grad zu stoppen. Eine Exposition außerhalb der Nische könnte zu erhöhter Morbidität, Mortalität oder Abwanderung an einen anderen Ort führen.
Im November 2024 hat das Flüchtlingshilfswerk der Vereinten Nationen (UNHCR) in Zusammenarbeit mit 13 Expertenorganisationen anhand neuer Daten gezeigt, wie Klimaschocks mit Konflikten interagieren und diejenigen, die bereits gefährdet sind, in eine noch schlimmere Lage bringen. Von den weltweit mehr als 120 Millionen Vertriebenen leben drei Viertel in Ländern, die stark vom Klimawandel betroffen sind. Die Hälfte von ihnen lebt an Orten, die sowohl von Konflikten als auch schweren Klimagefahren ausgesetzt sind, wie Äthiopien, Haiti, Myanmar, Somalia, Sudan und Syrien. Die Ergebnisse wurden während der UN-Klimakonferenz in Baku 2024 veröffentlicht, wo das UNHCR eine verstärkte Klimafinanzierung fordert, die die Bedürftigsten erreicht.

## Formen der Migration als Reaktion auf Umweltveränderung
Menschen reagieren verschieden auf Umweltveränderung:
- aktiv oder reaktiv (je nach Vorbereitung)
- „freiwillig“ oder erzwungen
- kurzfristig, periodisch oder dauerhaft

Periodische und kurzfristige Mobilität ist seit Menschengedenken eine Form der Reaktion auf Umweltveränderung, beispielsweise von Hirten und Herden als Antwort auf Regen- und Trockenzeiten, zur Vermeidung von Überweidung oder auch von Saisonarbeitern bei der Weinernte. Die saisonale Migration als Reaktion auf schlechte Ernten kann sich aber auch zu einer dauerhaften Migration ausweiten, wenn Ernten ganz ausbleiben oder Dürre dauerhaft wird.
Die Migration vom Land in die Städte (Landflucht) stellt den größten Anteil der Bevölkerungsbewegungen dar. Dabei ist das Tempo der Urbanisierung in Niedriglohnländern der südlichen Hemisphäre besonders hoch. Treibende Kraft ist dabei die Hoffnung auf bessere Lebensqualität, höhere Einkommen, Bildung, Gesundheitsfürsorge und Sicherheit vor allem von Menschen, deren Lebensgrundlagen von der Landwirtschaft abhängen und somit vom Klimawandel besonders betroffen sind. Jedoch sind gerade große Küstenstädte (z. B. Südamerikas) vom zu erwartenden Anstieg des Meeresspiegels und andere große Städte (z. B. in Südafrika und Asien) von zunehmender Wasserknappheit bedroht, weil Gletscher abschmelzen und als Wasserreservoir immer weniger zur Verfügung stehen.
In der Dokumentation Land unter des Fernsehsenders phoenix werden die Folgen des Meeresspiegelanstiegs unter anderem für die Länder Niederlande, Indonesien, Bangladesch und die Marshallinseln dargestellt. Für die Niederlande wird der Regierungsbeauftragte für den Küstenschutz zitiert, dass selbst das Schutzsystem Deltawerke auf einen Anstieg des Meeresspiegels um einen oder mehr Meter nicht wirklich ausgerichtet sei. Für Indonesien wird berichtet, dass in manchen Wohnvierteln Jakartas das Wasser schon jetzt nahezu ganzjährig zeitweise 60 Zentimeter hoch in den Hütten und Häusern steht. Für Bangladesch wird darauf hingewiesen, dass bereits Millionen aus den Küsten- und Flussgebieten in die überfüllte Hauptstadt Dhaka geflüchtet sind, es aber mit dem „Delta Plan 2100“ eine Vision gibt für den Umgang mit den Folgen des Meeresspiegelanstiegs und der Wirbelstürme. Für die Marshallinseln wird gezeigt, dass die ohnehin kleinen landwirtschaftlichen Anbauflächen und das Trinkwasser durch Versalzung angegriffen werden. Viele Einwohner dieser pazifischen Inseln sind bereits ausgewandert, oft in die USA, ermöglicht als Wiedergutmachung für die Kernwaffentests auf dem Bikini-Atoll, jedoch mit der Folge der drohenden sozialen Entwurzelung.

## Politische Instabilität durch Umweltveränderung
Die Auswirkungen des Klimawandels auf kriegerische Konflikte und damit auf Migrationsbewegungen wurden beispielhaft für die Länder Sudan, Syrien, Burkina Faso und die Marshallinseln im Zentralpazifik beschrieben.
Der US-amerikanische Journalist Todd Miller berichtet mit Bezug auf das Internal Displacement Monitoring Center, dass eine Person aufgrund von Umweltkatastrophen viel häufiger gezwungen ist, sich zu bewegen als durch Krieg.
„Der Klimawandel wird Deutschland vor allem indirekt betreffen, etwa durch Instabilitäten im internationalen Raum.“ Deutschland will seine Mitgliedschaft im UN-Sicherheitsrat in den Jahren 2019 und 2020 zur Bekämpfung von Klima- und Fragilitätsrisiken nutzen und hatte deshalb 2019 zur internationalen „Berlin Climate and Security Conference“ nach Berlin eingeladen, die eine Handlungsaufruf (Call for Action) an den UN-Sicherheitsrat gerichtet hat.
Siehe auch: Folgen der globalen Erwärmung#Kriege und gewaltsame Konflikte

## Geschichte
In der Menschheitsgeschichte gibt es viele Beispiele für Wanderungen aufgrund von Umweltveränderungen. Hier nur einige Beispiele:
von Mesopotamien aufgrund von Dürre nach Europa vor ca. 50.000 Jahren
von Asien nach Nordamerika über die Beringbrücke, ermöglicht durch sinkenden Meeresspiegel während der Wisconsin-Kaltzeit vor ca. 20.000 Jahren
Völkerwanderung in Mitteleuropa im Zusammenhang mit Dürre und Entwaldung in den Jahren 300 bis 500
Erdbeben von Lissabon 1755 mit Flucht von Lissabon und Umgebung ins übrige Europa

Trotz der langen Geschichte der Umweltmigration nimmt sie im 21. Jahrhundert eine neue Quantität und Qualität an, wie der Generaldirektor der Internationalen Organisation für Migration formuliert: 

„Gegenwärtig sind wir Zeugen menschlicher Mobilität in einem nie da gewesenen Ausmaß. Von den 7 Milliarden Menschen auf unserem Planeten befinden sich über 1 Milliarde innerhalb oder außerhalb ihres Landes auf Wanderung... Menschliche Migration steht seit jeher in Zusammenhang mit der Umwelt, doch das politische Bewusstsein für diesen Zusammenhang ist relativ neu. Wir wissen inzwischen, dass zu den Ursachen der gegenwärtigen Migrationskrise auch Phänomene wie Klimawandel und seine Folgen gehören, also Bodendegradation, häufigere und extremere unvermittelt auftretende Ereignisse, Wüstenbildung, Wasserknappheit und wiederkehrende Dürren. Wir wissen auch, dass zukünftig eine erhebliche Anzahl von Menschen vom Anstieg der Meeresspiegel, von Küstenerosion, Versauerung der Meere und Bodenversalzung betroffen sein werden und sie unter Umständen mit Migration darauf reagieren.... Die Internationale Organisation für Migration (IOM) ist davon überzeugt, dass Migration in Anbetracht der demografischen, sozialen, wirtschaftlichen und politischen Realität unausweichlich, für die Prosperität der Länder zugleich aber auch notwendig und sogar wünschenwert ist, vorausgesetzt, sie wird mit Bedacht gesteuert und findet unter Respektierung der Menschenrechte statt.“

In einem Beitrag für den Fünfter Sachstandsbericht des IPCC wurde Migration als Anpassung an den Klimawandel untersucht. Studien haben jedoch gezeigt, dass präventive Umweltmigration nur bedingt als Anpassung an drohende Umweltveränderungen wirkt. Migration ist häufig nicht in der Lage, den Lebensstandard der Menschen nach der Umsiedlung zu erhalten oder zu verbessern.
Oft sichert Umweltmigration lediglich das Überleben.

## Rechtliche Lage und politisches Handeln

### Global
Juristisch sind Umweltmigranten nicht definiert. Sie genießen auch keinen eigenen Rechtsstatus. Dies ist aufgrund der Vielfalt der ökologischen, sozialen, wirtschaftlichen und politischen Faktoren, die zur Umweltmigration führen, nahezu unmöglich. Humanitäre Hilfe und Katastrophenvorsorge sind notwendig für Menschen, die von plötzlichen Umweltereignissen betroffen sind oder derartigen Risiken ausgesetzt sind.
Aber Umweltmigration wird in zunehmendem Maße – etwa seit dem Jahr 2010 – nicht nur als ein Problem und eine Tragödie, sondern auch als Herausforderung und Chance für politisches Handeln verstanden. Meilensteine auf dem Weg zum neuen Verständnis sind die UN-Klimakonferenz in Cancún 2010 und der Foresight-Report von 2011. Der Foresight-Report behandelt mit Blick auf die kommenden 50 Jahre zukünftige Herausforderungen und Möglichkeiten der durch Umweltveränderungen bedingten Migration. Hier wird Umweltmigration als eine mögliche Klimaanpassungsstrategie von Menschen gesehen.
Neben den negativen Wirkungen von Migration für diejenigen, die zurückbleiben („brain drain“, „lost labour“) und prekären Bedingungen, unter denen sich viele der Migrantinnen und Migranten im Zielgebiet wiederfinden, kommt die Migration auch als positiver Beitrag zur Klimaanpassung in den Blick, z. B. durch Verringerung der Gesamtbelastung von Haushalten in ländlichen Gebieten aufgrund von Familienangehörigen, die andernorts Saisonarbeit verrichten oder durch Rücküberweisungen eine Anpassung an Umweltveränderungen im Herkunftsland unterstützen.
Die Wanderungen sind zu regeln, d. h. aus der Illegalität zu befreien, und so demokratisch zu lenken (Bürgerbeteiligung, Partizipation), dass sowohl die besonders verletzlichen Menschen als auch die besonders sensible Natur geschützt werden. Seitens der Vereinten Nationen wird dringend empfohlen, die Stärken der Migranten zu nutzen. Dies kann beispielsweise mit Anreizen zu Investitionen in den Herkunftsländern zum Schutz geschädigter Ökosysteme und lokalen Gemeinschaften erfolgen, wobei die Heimatüberweisungen der Migranten in ihre Herkunftsländer weniger für kurzfristige Konsumbedürfnisse, sondern nachhaltig genutzt werden.
Im Oktober 2015 verabschiedeten 109 Staaten die Nansen-Schutzagenda („Agenda for the protection of cross-border displaced persons in the context of disasters and climate change“). Diese Agenda enthält Maßnahmen aus den Bereichen Katastrophenvorsorge, Anpassung an den Klimawandel oder humanitäre Hilfe.
Darauf aufbauend wurde im Mai 2016 die „Plattform zu Flucht vor Naturkatastrophen“ (Platform on Disaster Displacement) mit Sitz in Genf ins Leben gerufen.
Auch die Präambel des 2015 von 196 Staaten verabschiedeten Klimavertrages von Paris verweist darauf, dass Staaten ihren Verpflichtungen gegenüber Migranten und anderen besonders verletzlichen Gruppen in der Folge des Klimawandels dringend nachkommen müssen.
Die Mitgliedstaaten der Vereinten Nationen haben aufgrund ihrer New Yorker Erklärung von 2016 im Jahr 2017 einen Prozess gestartet, der Ende 2018 mit dem „Globaler Pakt für eine sichere, geordnete und reguläre Migration“ abgeschlossen wurde. Im Ergebnisdokuments für die UN-Konferenz in Marrakesch (Marokko) am 10. und 11. Dezember 2018 sind 23 Ziele für eine sichere, geordnete und reguläre Migration aufgeführt, mit der auch unsichere, chaotische, illegale und irreguläre Migration eingedämmt werden soll. Hier heißt es unter anderem (Punkte 2i und 5h): „Wir werden … Strategien zur Anpassung und zur Stärkung der Resilienz gegenüber plötzlichen und schleichenden Naturkatastrophen, den nachteiligen Auswirkungen des Klimawandels und der Umweltzerstörung wie Wüstenbildung, Landverödung, Dürre und Anstieg des Meeresspiegels entwickeln, unter Berücksichtigung der möglichen Implikationen für Migration und in Anerkennung dessen, dass die Anpassung im Herkunftsland vorrangig ist.“ und „Wir werden...bei der Ermittlung, Entwicklung und Verstärkung von Lösungen für Migranten zusammenarbeiten, die aufgrund von schleichenden Naturkatastrophen, den nachteiligen Auswirkungen des Klimawandels und Umweltzerstörung, beispielsweise Wüstenbildung, Landverödung, Dürren und Anstieg des Meeresspiegels, gezwungen sind, ihr Herkunftsland zu verlassen, einschließlich indem in Fällen, in denen eine Anpassung im Herkunftsland oder eine Rückkehr dorthin nicht möglich ist, Optionen für eine geplante Neuansiedlung und Visumerteilung konzipiert werden.“
Der Wissenschaftliche Beirat der Bundesregierung für Globale Umweltveränderungen (WBGU) hat den auf Hans Joachim Schellnhuber zurückgehenden Vorschlag eines Klimapasses in einem im August 2018 veröffentlichten Politikpapier ausgebaut. „In Anlehnung an den Nansenpass soll dieses Dokument den von der Erderwärmung existenziell bedrohten Personen die Option bieten, Zugang zu und staatsbürgergleiche Rechte in weitgehend sicheren Ländern zu erhalten.“
„Der Klimawandel gehört ganz oben auf die internationale Agenda. Klimaschutz muss zum neuen Imperativ der Außenpolitik werden. Denn bereits heute sind die sicherheitspolitischen Folgen des Klimawandels gravierend. Die Stabilität ganzer Weltregionen steht auf dem Spiel. Im Mittelmeerraum, im Nahen Osten und in Mittelamerika wird Wasser immer knapper. Landwirtschaft und Fischerei müssen sich auf sinkende Erträge einstellen. Wo die Lebensgrundlagen von Menschen bedroht sind, sind Konflikte vorgezeichnet. Flucht und Migration könnten sich in kaum beherrschbarer Weise verstärken.“ In diesem Sinne haben im Juni 2019 das Auswärtige Amt der Bundesrepublik Deutschland und das Potsdam-Institut für Klimafolgenforschung den Berlin Call for Action – einen Handlungsaufruf an den UN-Sicherheitsrat initiiert.

### Flache Inselstaaten
Durch eine Kombination aus Meeresspiegelanstieg, Landerosion, von El Niño getriebene Dürre und Hitzewellen sowie Salzwasserintrusion in das Grundwasser könnten auf den Inseln im Pazifischen und Indischen Ozean sowie in der Karibik 1,2 bis 2,2 Millionen Menschen ihre angestammten Wohngebiete verlieren. Als klimabedingt besonders gefährdet gelten z. B. die Malediven (345.000 Einwohner), Kiribati (110.000 Einwohner), Marshallinseln (53.000 Einwohner) und Tuvalu (11.000 Einwohner). Diese Länder gehören zur Gruppe der aktuell 39 besonders gefährdeten Länder unter der Bezeichnung 'Kleine Inselentwicklungsländer' (kurz SIDS). Die Allianz der kleinen Inselstaaten (Alliance of Small Island States – AOSIS) fordert deshalb die Begrenzung der globalen Erwärmung auf 1,5 °C. Die Regierung von Kiribati drängt unter dem Motto „Migration mit Würde“ darauf, dass Industriestaaten ihrer Verantwortung für den Klimawandel durch Migrationsabkommen als Kompensation gerecht werden und legt wie andere Staaten Wert auf bessere lokale Ausbildung zur Ermöglichung von Arbeitsmigration. Kiribati hat zudem auf Fidschi Land gekauft, so dass eine Umsiedlung der Bevölkerung möglich wäre.
Australien hat im November 2023 beschlossen, künftig vom Klimawandel betroffene Menschen aus dem Südseestaat Tuvalu aufzunehmen und ihnen ein dauerhaftes Aufenthaltsrecht einzuräumen.

### Deutschland
Die Fachkommission Fluchtursachen der Bundesregierung hat im Frühjahr 2021 mit zwei seiner 15 Empfehlungen nationales und internationales Engagement für Klimaschutz und Klimaanpassung als wesentlich zur Bekämpfung der Fluchtursachen benannt:

„(7) Die Bundesregierung sollte neben einem forcierten Klimaschutz in Deutschland und Europa die Länder des Globalen Südens massiv beim klimafreundlichen Umbau ihrer Wirtschaft unterstützen, um den Klimawandel als Treiber von Flucht, Vertreibung und irregulärer Migration zu bremsen und die Länder in ihrer nachhaltigen Entwicklung und Modernisierung stärken. Dafür sollte sie einen Mechanismus entwickeln, um ausgehend von den Klimaschutzinvestitionen in Deutschland ergänzend einen signifikanten Anteil für klimapolitische Maßnahmen in Entwicklungs- und Schwellenländern zur Verfügung stellen (climate matching). Die Maßnahmen sollten der Weitefrentwicklung und Umsetzung der ländereigenen Klimaziele dienen und besonders den Ausbau der erneuerbaren Energien fördern.
(8) Die Bundesregierung sollte die Möglichkeiten der Anpassung an den Klimawandel noch gezielter fördern, um zu vermeiden, dass seine Auswirkungen Menschen aus ihrer Heimat vertreiben. Dies bedeutet, vorausschauend Regionen zu unterstützen, in denen Anpassung nötig und noch möglich ist, sowie solche, die künftig zum Ziel klimabedingter Migration und Vertreibung werden dürften. Beispielsweise sind Küstenstädte häufig Ziel von Binnenmigration und zugleich sehr anfällig gegenüber den Auswirkungen des Klimawandels.“

## Rezeption
Die britische Wissenschaftsjournalistin Gaia Vince präsentiert in ihrem Buch „Das nomadische Jahrhundert. Wie die Klima-Migration unsere Welt verändern wird“ Fakten und Handlungsoptionen. Ausgehend davon, dass schon heute zehnmal mehr Menschen infolge von Umweltkatastrophen als wegen Konflikten und Kriegen auf der Flucht seien,
plädiert sie für eine organisierte Umsiedlung statt Abschottung. In einem Interview mit der Autorin wurde dieses Buch 2022 als Podcast der renommierten Fachzeitschrift Nature vorgestellt.

## Quelle
- Diana Ionesco, Daria Mokhnacheva, Francois Gemenne: Atlas der Umweltmigration. oekom, München 2017, ISBN 978-3-86581-837-9, S. 169.